# Aciagrion heterostictum
Aciagrion heterostictum – gatunek ważki z rodziny łątkowatych (Coenagrionidae). Występuje w Afryce; stwierdzony w Zambii, południowej Demokratycznej Republice Konga i Rwandzie, ale zasięg występowania jest prawdopodobnie szerszy.